# Krabbenetende wasbeer
De krabbenetende wasbeer of krabbenhond (Procyon cancrivorus) is een roofdier uit de familie van de wasberen (Procyonidae) dat voorkomt van Costa Rica tot aan de Rio de la Plata in Uruguay en Noord-Argentinië. Ze worden ook wel mapache of mapachín genoemd. Ze worden 54 tot 76 cm lang (kop-romp), met een staart van 25 tot 38 cm. Ze wegen 2 tot 8 kg.

## Uiterlijk
De vacht van de krabbenetende wasbeer is kort, dicht en roodbruin tot donkergrijs van kleur. De buik en de keel zijn lichter gekleurd, terwijl de poten donkerbruin zijn. Net als de wasbeer (Procyon lotor) heeft ook deze soort een zwart masker rondom de ogen en een geringde staart. De krabbenetende wasbeer 
is echter slanker gebouwd en hij heeft ook langere poten, kleinere oren en een kortere en ruigere pels.

## Leefomgeving
De krabbenetende wasbeer bewoont kustgebieden, mangrovebossen, zoetwatermoerassen en bosgebieden, vrijwel altijd in de buurt van water. In Costa Rica en Panama, waar de krabbenetende wasbeer samen voorkomt met de gewone wasbeer, leeft de gewone wasbeer vooral in mangrovebossen terwijl de krabbenetende wasbeer vooral voorkomt in de zoetwatergebieden.

## Voedsel
Op het menu van de krabbenetende wasbeer staan kikkers, weekdieren, schaaldieren zoals krabben, garnalen en kreeften, eieren, vruchten en zaden.

## Leefwijze
Krabbenetende wasberen zijn vooral actief in de avond. Ze gaan dan langs en in het water op zoek naar voedsel, dat gepakt wordt met de gevoelige, beweeglijke “handjes”. Deze soort leeft vaak solitair, maar soms ook in kleine groepjes van meerdere wijfjes en jonge wasbeertjes. De krabbenetende wasbeer is een bodembewonend dier, dat echter goed in bomen kan klimmen.

## Voortplanting
In juli tot augustus worden na een draagtijd van 60–73 dagen twee tot zes jongen geboren in een met gras en bladeren beklede boomholte, die na ongeveer 8 maanden zelfstandig worden. Alleen het vrouwtje zorgt voor de jonge wasbeertjes.

## In dierentuinen
In Europa is de krabbenetende wasbeer te zien in de volgende dierentuinen:
- BestZoo in Nederland
- ZooParc Overloon in Nederland
- Usti in Tsjechië
- Zoo Dortmund in Duitsland